# María Fasce
María Fasce (Buenos Aires, 1969) es una escritora, traductora y editora argentina, que reside en España desde 2002.

## Biografía
Es licenciada en Letras por la Universidad del Salvador y la Universidad de Saboya. Ha traducido a Proust y a Patrick Modiano, entre otros. 
Desde enero de 2020 es la directora literaria de Alfaguara, Lumen y Reservoir Books en el grupo editorial Penguin Random House, donde se ha desempeñado desde 2013 como directora editorial de Alfaguara y Taurus. Previamente ejerció de editora ejecutiva de Alfaguara (2008-2013), directora editorial de Norma (2008), editora de Editorial Edhasa (2004-2005), de Grupo Santillana (1998-2002), de Editorial Planeta (1996-1998) y de Emecé Editores (1995-1996).
Su función como editora incluye obras de autores contemporáneos como Lucia Berlin, John Banville, Pierre Lemaitre, Joyce Carol Oates, Rodrigo Rey Rosa, Joël Dicker, David Foenkinos, Luca D'Andrea, Franz-Olivier Giesbert, Agnès-Martin Lugand, Tony Judt y Frédéric Martel. Fasce ha relatado sus comienzos: "Llegué allí [a Editorial Planeta] con 24 años.  Mis informes de lectura para el Premio Planeta llamaron la atención de Willie Schavelzon, que me contrató. Empecé editando los libros que nadie quería hacer: cocina y deportes, también antologías de poesía para vender en kioscos, y terminé editando a Juan José Saer en Editorial Seix Barral. Planeta fue una escuela maravillosa, y aunque ellos iban en un sentido contrario, me reforzó en mi convicción de que cualquier tipo de libro había que cuidarlo con el mismo cariño y detalle."
Como escritora, su estilo bebe de Ernest Hemingway, John Cheever, Lorrie Moore, Siri Hustvedt y F. Scott Fitzgerald. Su narrativa "tiene una historia subterránea fuerte, de la que emergen pequeños puntos: parece que se cuenta una tontería porque lo importante está debajo". La crítica ha aludido a su estilo: "Es una excelente observadora de detalles mínimos y tiene una sensibilidad especial para los cambios de estado de ánimo sutiles, y cierto humor esquinado, un poco ácido"; "Con un lenguaje fresco y coloquial, aunque cuente las situaciones más conflictivas, Fasce desentraña sus historias dejando --como en los mejores relatos de Beckett o en las hirientes miniaturas de Grace Paley-- una bomba que estalla después de terminada la lectura"; "María Fasce sabe contar como pocos los mitos del pasado y las confusiones sentimentales o los desórdenes amorosos".
Su obra ha sido traducida al alemán, francés, holandés, inglés, portugués y ruso. 
Su primera obra es un libro de entrevistas a Abelardo Castillo (Emecé Editores, 1998), El oficio de mentir, donde la autora y el entrevistado reflejan su visión sobre los escritores argentinos Jorge Luis Borges, Roberto Arlt, Julio Cortázar y Leopoldo Marechal. La autora ha narrado su experiencia durante esas conversaciones: "Entonces entendí que para ese hombre los libros, sus autores y sus personajes estaban más vivos y reales que cualquier otra persona, con excepción de Sylvia, su mujer, y de su gato. Lo leí y lo escuché durante tres años y esa entrevista eterna se convirtió en un libro de conversaciones.".
A partir de ese momento Fasce alterna cuentos con novelas. La autora ha explicado su preferencia: "No sé si es [el cuento] lo que más me gusta escribir, pero sí creo que es lo más difícil, porque de alguna forma una novela puede soportar momentos malos o menos interesantes, pero un cuento no. En el cuento tiene que ser todo bueno, tienes que querer terminarlo de una sentada y tiene que dejarte algún tipo de marca. La novela te acompaña: viaja contigo".
En La felicidad de las mujeres (Editorial Planeta, 2000) María Fasce compila doce relatos donde aparecen elementos que serán recurrentes en su obra, como la sexualidad femenina, las relaciones materno-filiales, o las relaciones de pareja. La obra obtuvo en 1999 el Premio del Fondo Nacional de las Artes de Argentina. Su cuento La señorita Julia, incluido en La felicidad de las mujeres fue finalista del Premio Ana María Matute (1998). Sobre la feminidad de sus protagonistas, Fasce ha indicado "Porque soy una mujer, la mirada sobre los hombres es femenina. ¿Por qué sobre mujeres? Más que cuentos sobre mujeres son cuentos de amor. El libro podría llamarse solamente La felicidad. Y cómo conservar esa felicidad. A mí me interesan las tragedias cotidianas. Hay algo que me llama la atención y escribo sobre eso, para entender. Estas cosas pueden pasarle a cualquiera. Es muy difícil que alguien se suicide porque tiene hambre o porque no tiene dinero. El dolor que siente una persona que es abandonada puede provocar el suicidio. La literatura, en última instancia, debe ocuparse de eso; del hambre o de la pobreza que se ocupen otros. El único compromiso que tengo es el de contar lo que me preocupa y me obsesiona."
En su primera novela, La verdad según Virginia (Editorial Planeta, 2004), Fasce narra la historia de Virginia, una editora residente en Buenos Aires junto a su esposo e hijo, que en 2001 recibe en su casa a un antiguo amor. En el libro se conjugan el deseo, los secretos matrimoniales, la infidelidad, y la incomodidad del regreso emocional al pasado de la protagonista. Virginia, en palabras de la autora, es una mujer "insegura, ingenua en muchas cosas, insatisfecha. Como muchas mujeres. Como yo en una pequeña parte, o no tanto; bueno, espero ser un poco mejor que la protagonista. Tanto en las películas como en los libros me gusta que el lector siempre sepa un poco más que los personajes, que esté viendo la situación, dándose cuenta de que Santiago no es ni remotamente como ella lo ve, y que el marido tampoco es tan tonto. Virginia cree que es la única que tiene un secreto, pero todos esconden algo." La Vérité selon Virginia fue publicada inicialmente en francés por Éditions Gallimard.
Su obra de teatro El mar (2006) se representó en Buenos Aires y en Barcelona bajo la dirección de Gabriela Izcovich. La autora rescató a la protagonista de El mar, de su libro La felicidad de las mujeres, que al volverse ciega recupera el amor del hombre que iba a dejarla. Y también recordó a Clara, la protagonista de otro cuento que María Fasce no publicó, una mujer fuerte y segura que está ausente en la obra pero permanentemente mencionada por su marido y su amiga. Así, los personajes de El mar, son a la vez contradictorios y cercanos. Buscan una felicidad que cambia de condición a cada paso, como el mar. Fasce ejerció de dramaturga.
Su siguiente obra fue otro libro de cuentos, A nadie le gusta la soledad (Emecé Editores, 2007). El libro contiene doce relatos cortos, incluyendo Diario de una madre, de marcado carácter autobiográfico. Sobre esta obra, la crítica considera que "Fasce demuestra una vez más que es una gran observadora y traductora de los estados de ánimo de sus personajes; los examina a fondo con una feroz ironía, pero sin perder la delicadeza"; "Una música simple y sofisticada se oye en María Fasce, como un standard versionado en los años 50, cuando los standards eran tradiciones vivas en los oyentes. Variaciones, improvisaciones sobre temas clásicos del café, de esos que se multiplican y se deforman sin fin: felicidad, soledad, tristeza, olvido. Una voz dulce pero masculina es sin duda la autora de los relatos."
En La naturaleza del amor (Emecé Editores, 2008), Fasce regresa a la novela. La obra fue escrita durante la beca que obtuvo de la Maison des Écrivains Étrangers et des Traducteurs de Saint-Nazaire, y narra la historia de Ana, una joven editora que abandona Buenos Aires rumbio a Europa empujada por la crisis económica de 2001, y por la de un amor que no tomó forma. Ya en Barcelona, la protagonista empieza un nuevo viaje. La crítica ha señalado parecidos de la obra con el género Chick lit: "Las heroínas de Fasce son mujeres mundanísimas, inteligentes y ciclotímicas, cuyo objetivo principal parece ser la búsqueda de príncipes azules con pies de barro: hombres construidos con las coordenadas de una versión dark de la revista Cosmopolitan."
Su obra inédita Dos extraños (2012) recibió el Premio del Gobierno de la Ciudad de Buenos Aires y quedó finalista en el Premio Nadal. 
La mujer de isla negra (Alianza Editorial, 2015) es la siguiente obra de Maria Fasce, escrita durante el programa Writers in Residence de Ámsterdam. Es una novela de amor, cargada de sensualidad y tensión. Basada en hechos y personajes reales, Fasce muestra a Pablo Neruda y su entorno entre 1953 y 1961, en la localidad chilena del mismo nombre, Isla Negra, donde se encuentra una de las tres casas que el escritor y poeta chileno tenía en su país. De esta obra la crítica ha señalado: "Acierta la escritora y editora al reconstruir la historia desde la mirada de Elisa quien con su madre llega a la famosa casa donde residía Pablo Neruda. En los primeros capítulos de notable estructura, y acaso los de mayor voltaje, asistimos al despertar de la pubertad de Elisa entreverada por el conocimiento paulatino del universal poeta"; "La escritura sobria pero cargada de sensualidad traduce subjetivamente y con acierto las impresiones sensoriales y las particularidades anímicas de Elisa"
Tras esas novelas, María Fasce regresa a los libros de relatos con Un hombre bueno (Editorial Algaida, 2016), que fue galardonada con el XII Premio Iberoamericano de Relatos "Cortes de Cádiz", y por el Premio del Gobierno de la Ciudad de Buenos Aires al libro de relatos inédito. El libro contiene catorce cuentos breves vinculados a temáticas ya exploradas por la autora: el amor, el deseo y la soledad. 
En 2023 publica Las vidas de Elena (Edhasa), una historia de amor que explora el poder reparador del arte y el deseo. La obra fue finalista del Premio Café Gijón en 2021. En la obra, la autora "quería explorar la evolución de alguien a quien le pasa algo terrible y debe volver a meterse en la vida". Esta novela "es un libro sobre las búsquedas humanas que tienen como destino las felicidades futuras en tiempos donde todo eso parece lo más lejano, incluso, sí, lo imposible."
En 2024 su obra El final del bosque recibe el Premio Café Gijón a una obra "de indudable solvencia formal y de innegable vuelo estilístico". En palabras de la autora durante la concepción de la obra, se trata de "una novela muy difícil, intimista y con un punto de novela negra"; "Su embrión fue una pesadilla de la que me desperté agitada. De inmediato, apunté en mi bloc de notas lo que estaba soñando: mis dos hermanos y yo en una cabaña en el bosque, desde la cual veo a un hombre tendido en el suelo. Este es el origen de la novela. Empecé a escribirla con mucho entusiasmo y también con perplejidad porque creía que por fin tenía entre manos una novela negra, porque, si bien siempre construyo todas mis tramas pensando en que hay algo que resolver o que desvelar, nunca he escrito una novela de género y nunca había narrado un crimen.  Así comencé a escribir la historia de estos tres hermanos en el bosque, pero, como sucede siempre, una escribe y va armando la trama sin saber cómo va a progresar, porque hay cosas que se descubren mientras se escribe. Esto es lo divertido.". La novela se publica en Ediciones Siruela en enero de 2025. De esta obra la crítica ha destacado: "Novela familiar y psicológica, que revela un íntimo conocimiento de la ambivalente naturaleza humana, el libro es también una historia de amor entretejida con reflexiones exactas y ágiles sobre la literatura, la ciencia, la pintura y la fotografía.";
También en 2024 el Centro Andaluz de las Letras concede a María Fasce una de sus Residencias Literarias en la ciudad de Málaga, para un proyecto de una nueva novela.

## Obras
- El oficio de mentir (Emecé Editores, 1998)
- La felicidad de las mujeres (Editorial Planeta, 2000)
- La verdad según Virginia (Editorial Planeta, 2004)
- El mar (inédita, 2006)
- A nadie le gusta la soledad (Emecé Editores, 2007)
- La naturaleza del amor (Emecé Editores, 2008)
- Dos extraños (inédita, 2012)
- La mujer de isla negra (Alianza Editorial, 2015)
- Un hombre bueno (Editorial Algaida, 2016)
- Las vidas de Elena (Edhasa, 2023)
- El final del bosque (Ediciones Siruela, 2025)

### Traducciones al francés
- La Vérité selon Virginia, traducción de Vincent Raynaud de La verdad según Virginia, Gallimard, 2004 ISBN 978-2070732968
- Blue Sofa, traducción de Vincent Raynaud, en Les bonnes nouvelles de l'Amérique latine, Gallimard, 2010 ISBN 978-2-07-012942-3

## Premios
- Premio Fondo Nacional de las Artes de Argentina (1999), por La felicidad de las mujeres
- Premio del Gobierno de la Ciudad de Buenos Aires (2012) a Novela inédita por Dos extraños.
- Premio Iberoamericano de Relatos "Cortes de Cádiz" (2015) por Un hombre bueno.
- Premio del Gobierno de la Ciudad de Buenos Aires (2015) a Libro de relatos inédito por Un hombre bueno.
- Premio Café Gijón (2024) por El final del bosque.